# Liste der Handfeuerwaffen
Die Liste der Handfeuerwaffen soll zu den einzelnen Artikeln sämtlicher Handfeuerwaffen aller Zeiträume und Länder führen.
Hinter der Bezeichnung der Waffe können in Klammer noch das Land, aus dem sie stammt, die Waffenkategorie und die Versionen bzw. Kaliber angegeben werden.
Aufgrund der großen Anzahl von Handfeuerwaffen ist diese Liste auf mehrere Unterseiten verteilt, welche über die folgenden Verweise erreicht werden können. Für die Sortierung der Listen ist jeweils die Werks- oder Fabriksbezeichnung der Waffe maßgebend. Die Listen sind alphabetisch aufsteigend sortiert.
Hinweis: Weitere thematisch orientierte Listen von Handfeuerwaffen finden sich beispielsweise mit:
- Listen zu Waffentypen (alphabetisch):
  - Liste von Infanteriegewehren (weltweit)
  - Liste von Maschinengewehren (weltweit)
  - Liste von Maschinenpistolen (weltweit)
  - Liste von Pistolen (weltweit)
  - Liste von Revolvern (weltweit)
  - Liste von Scharfschützengewehren (weltweit)
  - Liste von Sturmgewehren (weltweit)

- Listen nach Anwendergruppen zum Teil aus Liste der Streitkräfte (alphabetisch):
  - Liste der Handwaffen des Bundesgrenzschutzes
  - Liste von Dienstwaffen der deutschen Sicherheitsbehörden (Deutschland nach 1945)
  - Liste der Handwaffen der Kaiserlich Japanischen Streitkräfte
  - Liste von Dienstwaffen der Schweizer Polizei (Schweiz)
  - Liste von Handwaffen des Bundesheeres (Österreich)
  - Liste von Handwaffen der Bundeswehr (Deutschland, Nachkriegszeit)
  - Liste von Handwaffen der NVA (Schützenwaffen) (Handfeuerwaffen der Nationalen Volksarmee, DDR 1956 bis 1990)
  - Liste von Handwaffen der Russischen Streitkräfte (Handfeuerwaffen)
  - Liste der Handwaffen der SADF (Südafrika)
  - Liste der Handwaffen der Wehrmacht (Deutschland 1933 bis 1945)